# Salpornis salvadori
Il rampichino africano (Salpornis salvadori (Barboza du Bocage, 1878)) è un uccello passeriforme della famiglia Certhiidae.

## Etimologia
Il nome scientifico della specie, salvadori, è un omaggio a Tommaso Salvadori.

## Descrizione

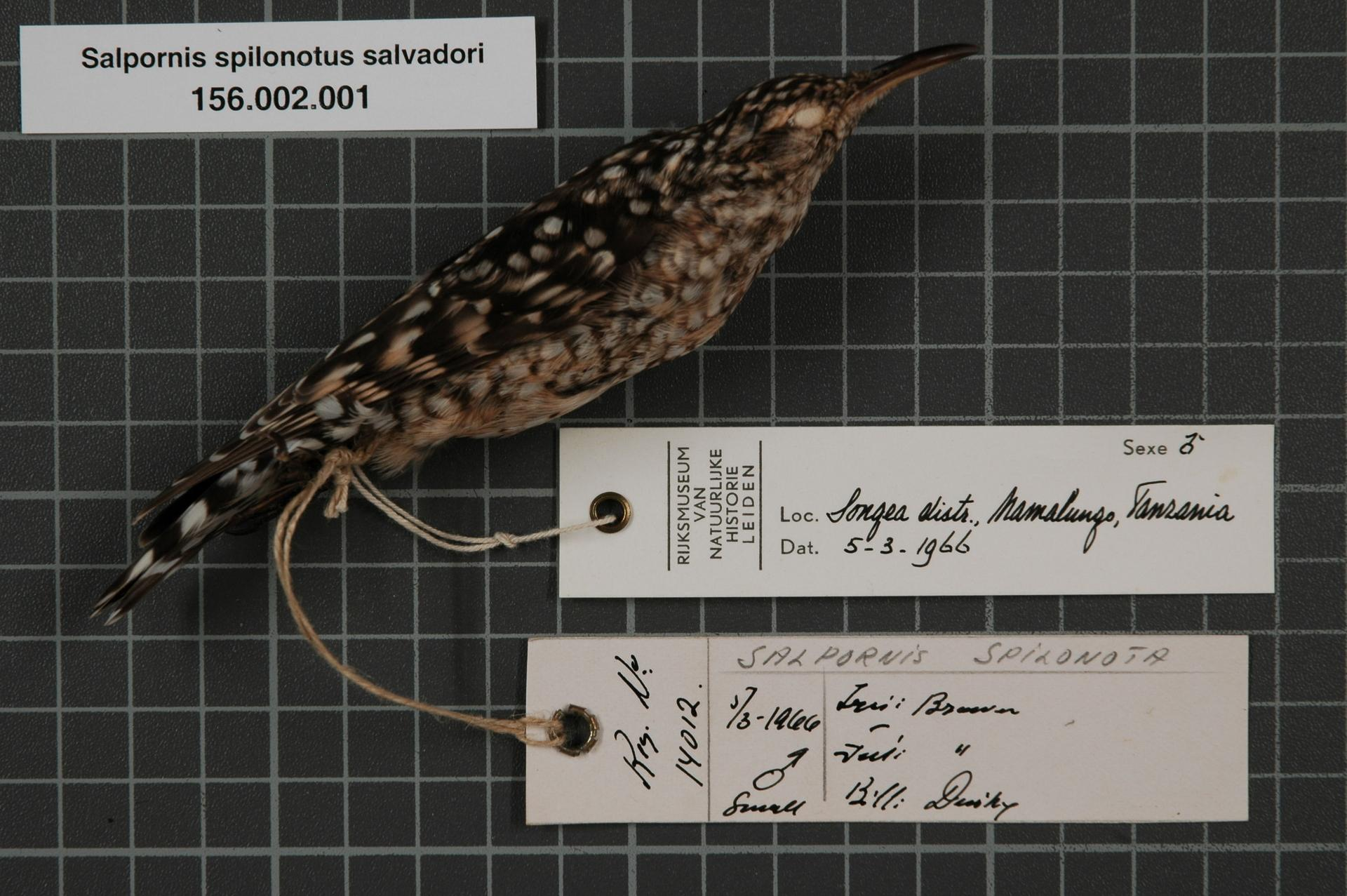
veduta laterale di maschio impagliato.

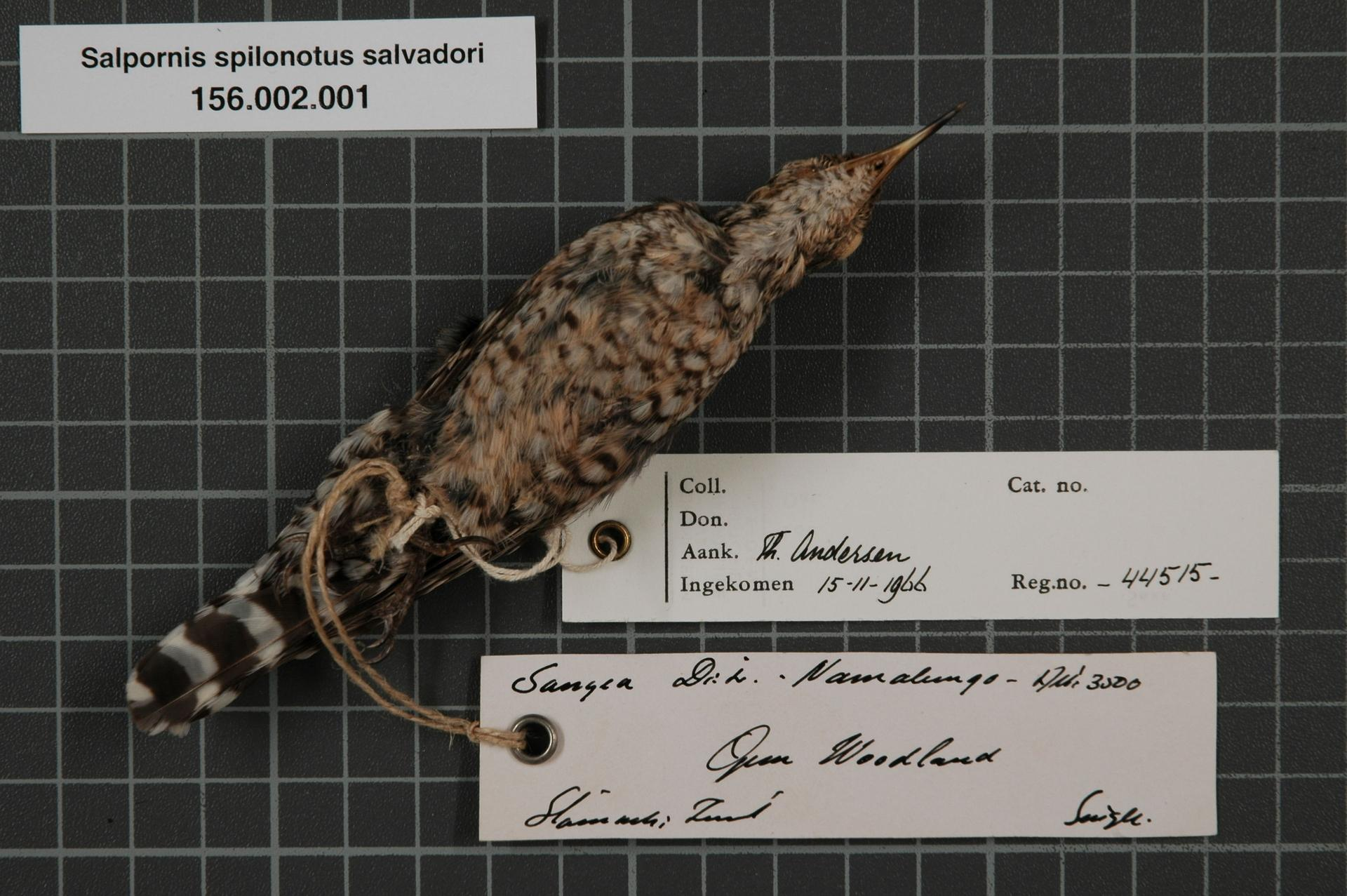
Veduta ventrale di maschio impagliato.

### Dimensioni
Misura 15 cm di lunghezza, per 13,5-16 g di peso.

### Aspetto
Si tratta di uccelli dall'aspetto paffuto e arrotondato, muniti di grossa testa che appare direttamente incassata nel torso, ali appuntite, coda corta e squadrata, becco sottile e allungato ricurvo verso il basso e forti zampe con lunghi artigli ricurvi.
Il piumaggio è dominato dai toni del bruno: fronte, vertice, nuca, dorso, ali e coda sono di colore bruno scuro, con punta delle ultime due nerastra e presenza di una macchia circolare bianca circa a metà di ciascuna penna, a dare un effetto screziato alla livrea. le penne di petto, ventre e fianchi sono di colore beige con orli bruni, a dare anche qui un effetto screziato e mimetico: gola, sopracciglio, guance e sottocoda tendono al biancastro, mentre ai lati del becco è presente una mascherina scura che raggiunge l'area auricolare.
Il becco è nerastro superiormente e rosa-arancio inferiormente, gli occhi sono di colore bruno scuro e le zampe sono di colore carnicino.

## Biologia
Si tratta di uccelli dalle abitudini di vita essenzialmente diurne, che vivono da soli o in coppie, passando la maggior parte della giornata percorrendo i tronchi e i rami degli alberi alla ricerca di cibo, utilizzando il becco come sonda fra crepe e buchi della corteccia.

### Alimentazione
La dieta di questi uccelli è insettivora, componendosi di qualsiasi piccolo insetto siano in grado di scovare sulla corteccia o nelle sue spaccature, oltre alle larve snidate dai buchi nella corteccia e ai bruchi: essi mangiano inoltre anche ragni ed altri invertebrati.

### Riproduzione
La stagione riproduttiva varia a seconda della zona dell'areale presa in considerazione (gennaio-febbraio nel nord-ovest, marzo-aprile nel nord-est, agosto-settembre nel sud-ovest, ottobre-dicembre e anche marzo nel sud-est): si tratta di uccelli monogami.
Il nido, a forma di coppa, viene costruito dalla femmina alla giuntura di un ramo col tronco di un albero, intrecciando sommariamente rametti sottili, licheni e ragnatela: al suo interno vengono deposte 2-4 uova, che la femmina cova da sola (col maschio che staziona nei pressi del nido e si occupa di reperire il cibo per sé e per la compagna) per circa due settimane, al termine delle quali schiudono pulli ciechi ed implumi il cui allevamento (che dura circa un mese e mezzo) è appannaggio di ambedue i partner. 

## Distribuzione e habitat
Come intuibile dal nome comune, il rampichino africano è diffuso in Africa, della quale occupa, seppur con areale disgiunto, un'ampia porzione che comprende buona parte della Guinea (dalla Gambia orientale all'area di confine nord-orientale fra Ciad e Repubblica Centrafricana, attraverso Guinea centrale, Sierra Leone nord-orientale, nord di Costa d'Avorio, Ghana e Togo, il Benin, la Nigeria e il Camerun centrali), l'area di confine fra Repubblica Democratica del Congo, Sudan del sud, e Uganda e fra quest'ultimo e il Kenya, l'Etiopia occidentale, la Tanzania occidentale e meridionale e da qui a sud fino allo Zambesi e ad est fino all'Angola centrale e all'estremo nord del Botswana, con una popolazione isolata anche in Zimbabwe.
L'habitat di questi uccelli è rappresentato dalle aree boschive collinari secche a prevalenza di Isoberlinia

## Tassonomia
Se ne riconoscono quattro sottospecie:
- Salpornis salvadori salvadori (Barboza du Bocage, 1878) - la sottospecie nominale, diffusa nella porzione centrale dell'areale occupato dalla specie, dall'Uganda all'Angola;
- Salpornis salvadori xylodromus Clancey, 1975 - diffusa in Zimbabwe e in Mozambico centrale (provincia di Manica);
- Salpornis salvadori erlangeri Neumann, 1907 - endemica dell'Acrocoro etiopico;
- Salpornis salvadori emini Hartlaub, 1884 - diffusa nella porzione nord-occidentale dell'areale occupato dalla specie, dalla Senegambia all'area di confine fra Zaire, Sudan del sud e Uganda[5];

In passato considerato una sottospecie del rampichino indiano, il rampichino africano (oltre ad occupare un areale geograficamente lontano) presenta numerose differenze sia a livello di colorazione, che morfometrico (becco più corto e ali più lunghe in relazione alle dimensioni del corpo) e richiami più acuti, sicché si tende attualmente a classificare questi uccelli come specie separate.

La sottospecie emini presenta alcune differenze a livello morfologico (becco più lungo e largo, coda più corta) e di richiami rispetto alle altre, che, se supportate da dati di carattere genetico, potrebbero far pensare a un futuro riassestamento della tassonomia interna alla specie e la sua elevazione al rango di specie a sé stante.